# Kesen Numajiro
Akihiro Yonekawa (米河 彰大 Yonekawa Akihiro?) (24 de abril de 1972) es un luchador profesional y tarento japonés, más conocido por su nombre artístico Kesen Numajiro (気仙 沼二郎 Numajiro Kesen?). Numajiro es célebre sobre todo por su trabajo en Michinoku Pro Wrestling, donde se halla actualmente.

## Carrera

### Michinoku Pro Wrestling (1992-presente)
En 1992, Yonekawa comenzó su andadura en la lucha libre como uno de los miembros fundadores de Michinoku Pro Wrestling, donde comenzó a competir como jobber, especialmente ante Wellington Wilkins Jr. y otros luchadores importantes. Al cabo del tiempo, en 1994, Akihiro cambió su nombre a Yone Genjin (ヨネ原人 Yone Genjin?) y adoptó el gimmick de un cavernícola, comenzando a luchar con un estilo muy poco serio, y usando constantemente la palabra "kuwappa". Su primer combate bajo esta guisa sería contra Sabu, perdiendo rápidamente, pero Genjin no se desanimaba y se enfrentó a todos los demás integrantes de la empresa, teniendo numerosos combates sin resultado con Wellington.
A mediados de 1996, Yone Genjin declaró que iba a realizar una expedición a México (kayfabe) cruzando el Océano Pacífico a nado, empezando a aparecer en el Consejo Mundial de Lucha Libre. Después de numerosos combates allí, Yone volvió a Japón, donde reveló haber aprendido varias de las costumbres de México, hablando frecuentemente español en sus entrevistas. Más tarde, ya en 1999, Yone Genjin dijo retirarse de la lucha libre por una lesión, y fue sustituido por un personaje similar a él, Tsubo Genjin.
Posteriormente, Yonekawa cambió su gimmick al de un cantante de enka llamado Kesen Numajiro (気仙 沼二郎 Numajiro Kesen?). Numajiro, ataviado con un kimono blanco y caracterizado por sus grandes cejas, hacía su entrada cantando una canción llamada "Umi no Tamashii", y demostró ser un luchador mucho más eficaz, consiguiendo un número notable de victorias.
En 2004, con la llegada de luchadores procedentes de Toryumon X a Michinoku Pro, un trío de bailarines de salsa llamados Los Salseros Japóneses (Takeshi Minamino, Pineapple Hanai & Mango Fukuda) se convirtió en el principal grupo heel. Numajiro, a pesar de haberse aliado inicialmente con The Great Sasuke, Jinsei Shinzaki y el resto de faces, acabó uniéndose a Los Salseros, proponiéndoles formar un grupo musical llamado "Kesen Numajiro and Los Salseros Japóneses". La banda consiguió una importante cantidad de victorias en combates por equipos, entrando en un feudo con otro grupo de música, Sailor Boys (Kei Sato & Shu Sato), sobre quién tenía la mejor interpretación. La rivalidad se resolvió cuando Numajiro se enfrentó en solitario a ellos en un combate en el que el perdedor debería abandonar su tema de entrada; gracias a la ayuda de Minamino, Numajiro ganó, y los Satos se vieron obligados a ceder. Más tarde, Kesen y Minamino participaron en la Futaritabi Tag Team League 2004, llegando hasta la final, pero siendo eliminada allí por Shanao & Kagetora.
El 3 de julio de 2012, Kesen se enfrentó a Último Dragón en un combate en el que el perdedor debería cambiar su nombre. Numajiro fue derrotado, por lo que adoptó el nombre de Kesen Numagirolamo (気仙・沼ジローラモ Kesen Numajirōramo?), en parodia a Girolamo Panzetta.

## En lucha
- Movimientos finales
  - Kesennuma Otoshi[1][2] (Muscle buster, a veces desde una posición elevada)
  - Shark Fin Lock[2] (Cutthroat abdominal strecht)

- Movimientos de firma
  - Numajime[2] (Guillotine choke)
  - Ginrin[5] (Shining wizard) - 2001-presente
  - Bamiyan Stamp[6] (Seated pin con burlas) - 1994-1999
  - El Nudo[7] (Cross-legged double pumphandle Boston crab)
  - Cobra clutch[8]
  - Diving leg drop[8]
  - Dropkick
  - Headbutt
  - Hip attack, a veces desde una posición elevada
  - Indian deathlock
  - Kancho
  - Lifting sitout spinebuster
  - Running lariat
  - Running shoulder block
  - Samoan drop
  - Sharpshooter
  - Vertical suplex

- Mánagers
  - Miss Mongol

- Apodos
  - "Ore no Umi" Kesen Numajiro[9]

## Campeonatos y logros
- Michinoku Pro Wrestling
  - MPW Tohoku Tag Team Championship (3 veces) - con Kinya Oyanagi (1), Último Dragón (1) y Jinsei Shinzaki (1)
  - Ichinoseki PR Center Cup (2008)
  - Michinoku Trios League (2005) - con The Great Sasuke & Jinsei Shinzaki